# Física da matéria condensada
Física da matéria condensada é o campo da física que trata das propriedades físicas da matéria. Em particular, é a que se ocupa com a fase "condensada" que aparece sempre que o número de constituintes de um sistema (átomos, elétrons, etc.) é extremamente grande e as interações entre os constituintes são fortes. Os exemplos mais familiares de fases condensadas são o sólidos e líquidos, que se originam da força elétrica entre os átomos. Fases condensadas mais exóticas incluem o superfluido e o condensado de Bose-Einstein descobertos em certos sistemas atômicos sob temperaturas muito baixas, a fase supercondutora caracterizada pela condução elétrica em certos materiais, e as fases ferromagnéticas e antiferromagnéticas do spin em um sistema cristalino. A física da matéria condensada é uma área da física cujo objeto de investigação engloba o da física do estado sólido e inclui sólidos amorfos e líquidos.
Física da matéria condensada é de longe o maior campo da física contemporânea. Por estimativas, um terço de todos os físicos norte-americanos identificam-se como "físico de matéria condensada". Historicamente, a física da matéria condensada cresceu a partir da Física do Estado Sólido, que é agora considerada uma de seus subcampos. O termo "Física da Matéria Condensada" foi aparentemente inventado por Philip Anderson quando renomeou sua equipe de pesquisadores - previamente "teoria do estado sólido" - em 1967. Em 1978, a Divisão de Física do Estado Sólido na American Physical Society (Sociedade Americana de Física) foi renomeada como Divisão da Física da Matéria Condensada.
Uma das razões para chamar o campo de "Física da Matéria Condensada" é que muitos de seus conceitos e técnicas desenvolvidas para estudos de sólidos na verdade se aplicam a sistemas de fluidos. Por exemplo, a condução de elétrons em um condutor elétrico forma um tipo de fluido quântico com essencialmente as mesmas propriedades dos fluidos compostos de átomos. De fato, o fenômeno da supercondutividade, na qual os elétrons se condensam em um novo fluido onde eles podem fluir sem dissipação, é muito análogo a fase do superfluido encontrado no hélio 3 a baixas temperaturas, cujos estudos, atualmente, são considerados também como uma sub-área do campo "Física da Matéria Condensada".
A física da matéria condensada pesquisa, por exemplo, a nanociência, que se baseia na habilidade de manipular átomos e fabricar sistemas artificiais em escala atômica para estudar e testar teorias da física básica como a mecânica quântica. As ideias e a possibilidade da nanociência foram propostas pela primeira vez pelo físico Richard Feynman, na década de 1950, mas só foram possíveis a partir da década de 1970, quando as primeiras heteroestruturas de semicondutores foram fabricadas em laboratório. Uma área de extrema importância na atualidade, que resulta das atividades na nanociência, é a nanotecnologia campo em que a Física da Matéria Condensada se inter-relaciona com a Ciência dos Materiais.

## Tópicos em física da matéria condensada
- Fases da matéria
  - Fases genéricas - sólido; líquido; gasoso
  - Fases a baixas temperaturas - Condensado de Bose-Einstein; Gás de Fermi; Líquido de Fermi; Condensado Fermiônico; Líquido de Luttinger; Superfluido; Supersólido
  - Fenômenos de fase - Transição de fase
- Sólidos cristalinos
  - Tipos - Isolante; Metal; Semicondutor; Semimetal; Quasicrystals
  - Propriedades eletrônicas - Band gap; Onda de Bloch; Banda de condução; Massa efetiva; Condução elétrica; Buraco eletrônico; Banda de valência
  - Fenômenos eletrônicos - Efeito Kondo; Plasmon; Efeito Hall quântico; Supercondutividade; cristal de Wigner; Termoeletricidade